# Komuna e Dermenasit
Komuna e Dermenasit är en kommun i Albanien.   Den ligger i prefekturen Qarku i Fierit, i den centrala delen av landet, 70 km söder om huvudstaden Tirana.
Trakten runt Komuna e Dermenasit består till största delen av jordbruksmark.  Runt Komuna e Dermenasit är det ganska tätbefolkat, med 199 invånare per kvadratkilometer.